# King Feisal Air Base

i8
i11
i13
Die King Feisal Air Base (arabisch مجموعة الملك فيصل بن عبد العزيز الجوية, ICAO-Code: OJKF) ist ein Militärflugplatz der Royal Jordanian Air Force (RJAF) und liegt etwa 40 km nordöstlich von Maʿan im Süden Jordaniens in der Wüste nahe dem Ort Al-Jafr. Mitte der 1970er Jahre begonnen, wurde sie am 24. Juni 1981 durch König Hussein von Jordanien eingeweiht. Sie ist nach König Faisal von Saudi-Arabien (1906–1975) benannt, der sie finanziert hat. Von 1988 bis 1990 waren hier zwei Flugzeugstaffeln stationiert, heute ist dort noch eine Staffel von F-5E/F-Jets beheimatet. Die Basis wird oft für gemeinsame Übungen mit den Luftwaffen befreundeter Staaten genutzt.

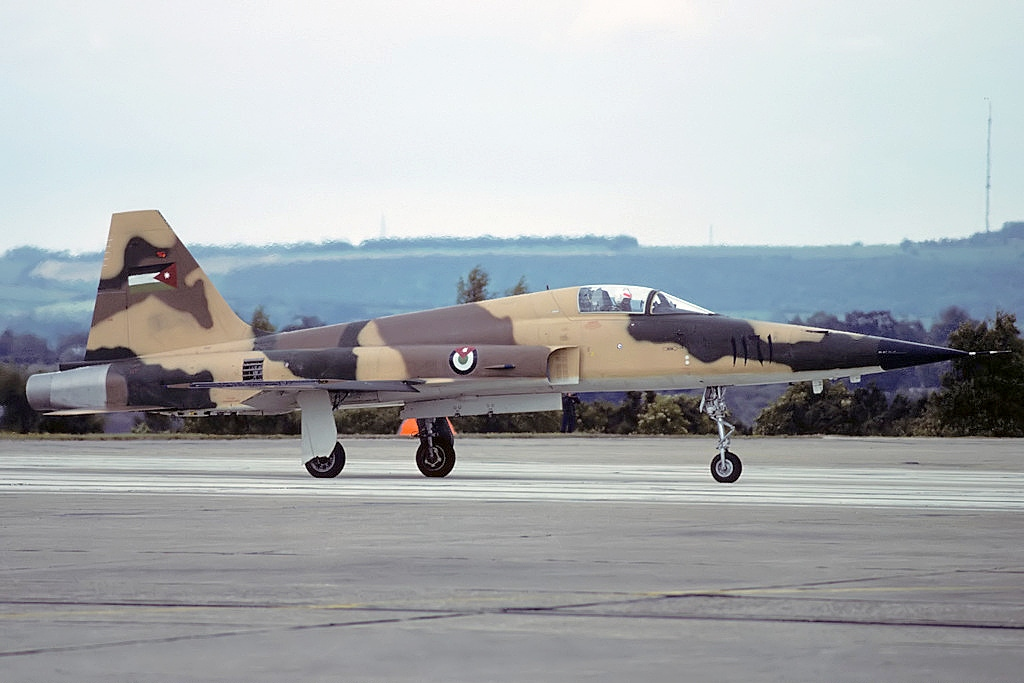
F-5E Tiger II der RJAF, stationiert u. a. auf der King Feisal Air Base